# Протестантизм в Монако
Протестантизм в Монако — одно из направлений христианства в стране. По данным исследовательского центра Pew Research Center в 2010 году протестанты в Монако составляли 3,5 % населения (то есть ок. 1,2 тыс. человек). Несмотря на свою малочисленность, протестанты являются второй (после католиков) религиозной группой в стране. В 2010 году в стране действовали 4 протестантские общины, относящиеся в 4 разным деноминациям.
Значительное число протестантов Монако не является гражданами княжества. Этнический состав протестантской общины в Монако весьма разнообразен. Протестантизм исповедуют живущие в стране англичане, немцы, американцы, голландцы, швейцарцы, шведы. Протестанты имеются и среди работающих в Монако выходцев из Бразилии и Филиппин. Небольшое число протестантов есть и среди автохтонных жителей страны — монегасков, а также рождённых в Монако французов.

## Исторический обзор
Вдоль французского побережья христианство распространяется начиная с I века. Так, согласно христианскому преданию в соседней Ницце проповедовал святой Варнава, спутник апостола Павла. На территории современного княжества Монако первая христианская церковь была создана  в 1247 году, практически сразу же после основания здесь колонии Генуэзской республики. Церковь была включена в епархию Ниццы. В 1887 году была создана католическая епархия Монако.
Первой протестантской церковью в Монако стал приход св. Павла, созданный Церковью Англии в 1925 году для духовного окормления британских подданных. В 1959 году французские верующие создали ещё одну общину, аффилированную с Реформатской церковью Франции. Позже община стала именоваться Реформатской церковью Монако. К 1970 году община англикан насчитывала 450 прихожан, община реформатов — 1 тыс. верующих.
В 1965 году в княжество Монако перебралась группа миссионеров, работающих на протестантском Трансмировом радио (ранее Трансмировое радио приобрело один из передатчиков радио Монте-Карло). Радио вело вещание в закрытые для протестантской миссии районы Восточной Европы и Ближнего Востока. Вокруг радиостанции сформировалась евангельская община, первоначально окормлявшая семьи сотрудников радиослужения. Позже, в 1984 году община получила официальный статус и начала проводить открытые службы для всех желающих. Гостями общины были всемирно известные евангелисты Билли Грэм и Луис Палау; в течение семи лет в Монако жил русскоязычный проповедник Ярл Пейсти. Со временем община стала называться Христианское братство Монако (англ. Monaco Christian Fellowship).
В 1990-х годах в Монако появилась ещё одна неденоминационная евангельская церковь.

## Современное состояние
В настоящее время прихожанами англиканской церкви св. Павла являются ок. 300 человек. Приход обслуживает англоязычных жителей княжества и многочисленных туристов. Церковь подчинена архидиаконству Франции и входит в диоцез Европы.
Реформатская церковь Монако объединяет 680 верующих (2005). Богослужения проводятся на французскоя языке. В настоящее время церковь входит в Объединённую протестантскую церковь Франции.
Христианское братство Монако осталось межденоминационной евангельской общиной. Богослужения церкви проходят в здании реформатской церкви и проводятся на английском языке. Прихожанами церкви являются 90 человек, среди которых люди 20 национальностей.